# Кунтуу
Кунтуу (кирг.  Күнтуу) — село в Сокулукском районе Чуйской области Кыргызстана. Административный центр Кунтууского аильного округа. Код СОАТЕ —41708 222 832 01 0.

## Население
| Год     | 2014 | 2015 |
| ------- | ---- | ---- |
| человек | 4131 | 4103 |